# محصول یکبار مصرف

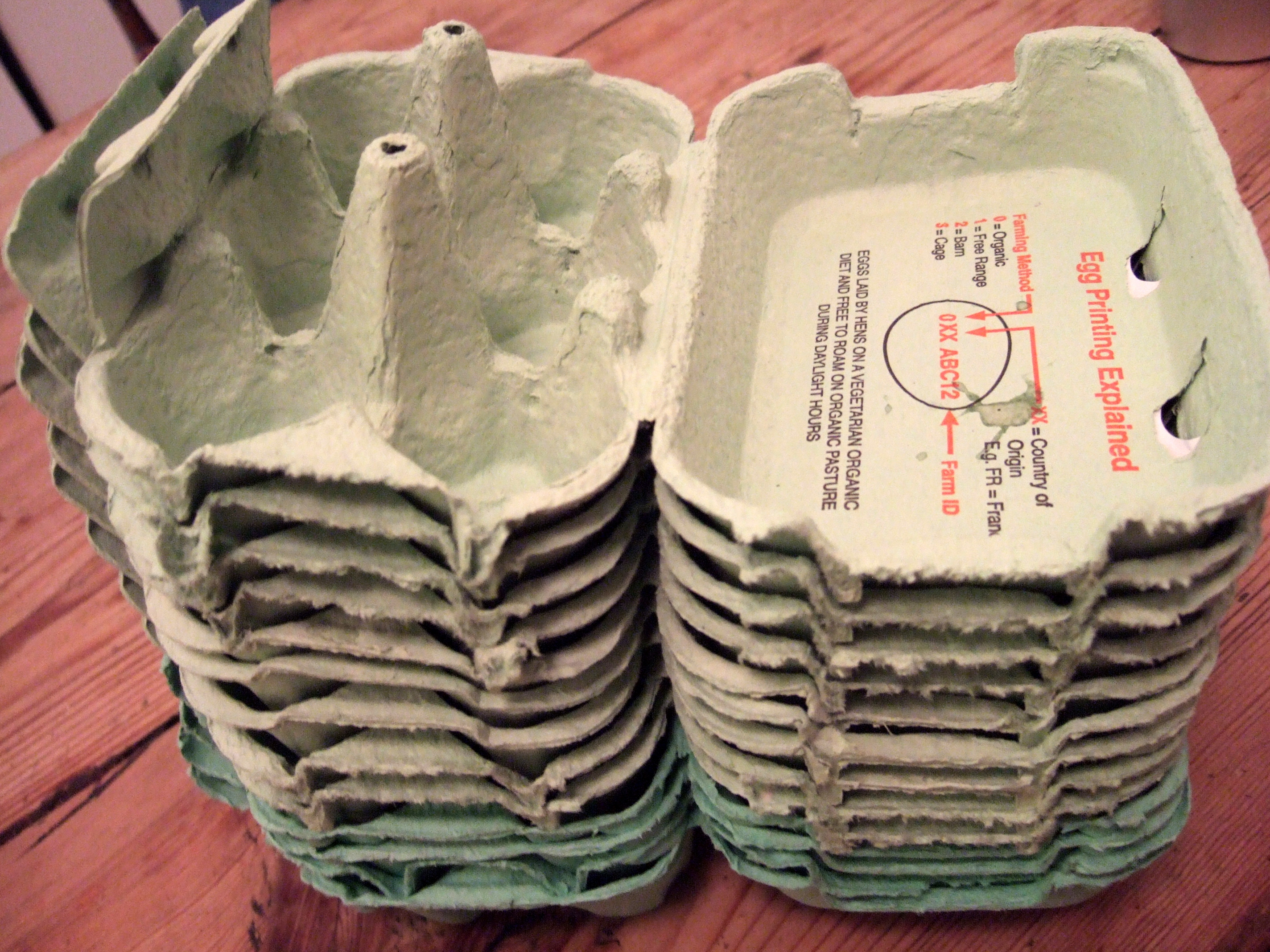
کارتن‌های تخم‌مرغ یکبارمصرف ساخته‌شده از خمیر قالب‌گیری شده

محصول یکبارمصرف (که به آن کالای یکبارمصرف نیز گفته می‌شود) محصولی است که برای یک بار استفاده طراحی شده و پس از آن بازیافت می‌شود یا به عنوان پسماند جامد شهری دفع می‌شود. این اصطلاح گاهی برای محصولاتی که ممکن است چندین ماه دوام بیاورند (مثلاً فیلترهای هوای یکبار مصرف) استفاده می‌شود تا از محصولات مشابهی که به‌طور نامحدود دوام می‌آورند (مثلاً فیلترهای هوای قابل شستشو) متمایز شود. کلمه «یکبارمصرف» را نباید با کلمه «مواد مصرفی» که به‌طور گسترده در دنیای مکانیک استفاده می‌شود، اشتباه گرفت. برای مثال، جوشکاران میله‌های جوشکاری، نوک‌ها، نازل‌ها، گاز و غیره را «مواد مصرفی» می‌دانند، زیرا آنها فقط مدت زمان مشخصی دوام می‌آورند و سپس نیاز به تعویض دارند. مواد مصرفی برای انجام یک فرایند مورد نیاز هستند، مانند جوهر برای چاپ و میله‌های جوشکاری برای جوشکاری، در حالی که محصولات یکبارمصرف اقلامی هستند که پس از آسیب دیدن یا عدم استفاده، می‌توان آنها را دور انداخت.

## اصطلاحات
«یکبار مصرف» صفتی است که چیزی را توصیف می‌کند که قابل استفاده مجدد نیست اما پس از استفاده دور انداخته می‌شود. بسیاری از مردم اکنون از این اصطلاح به عنوان اسم یا اسم فاعلی استفاده می‌کنند، یعنی «یکبار مصرف» اما در واقع این هنوز یک صفت است زیرا اسم (محصول، پوشک و غیره) به‌طور ضمنی به آن اشاره دارد.
دولت بریتانیا در سند مشورتی سال ۲۰۱۸ خود در مورد «مقابله با مشکل پلاستیک»، تحقیقی در مورد بهترین روش تعریف «پلاستیک‌های یکبار مصرف» انجام داد.: ۸ 

## مواد

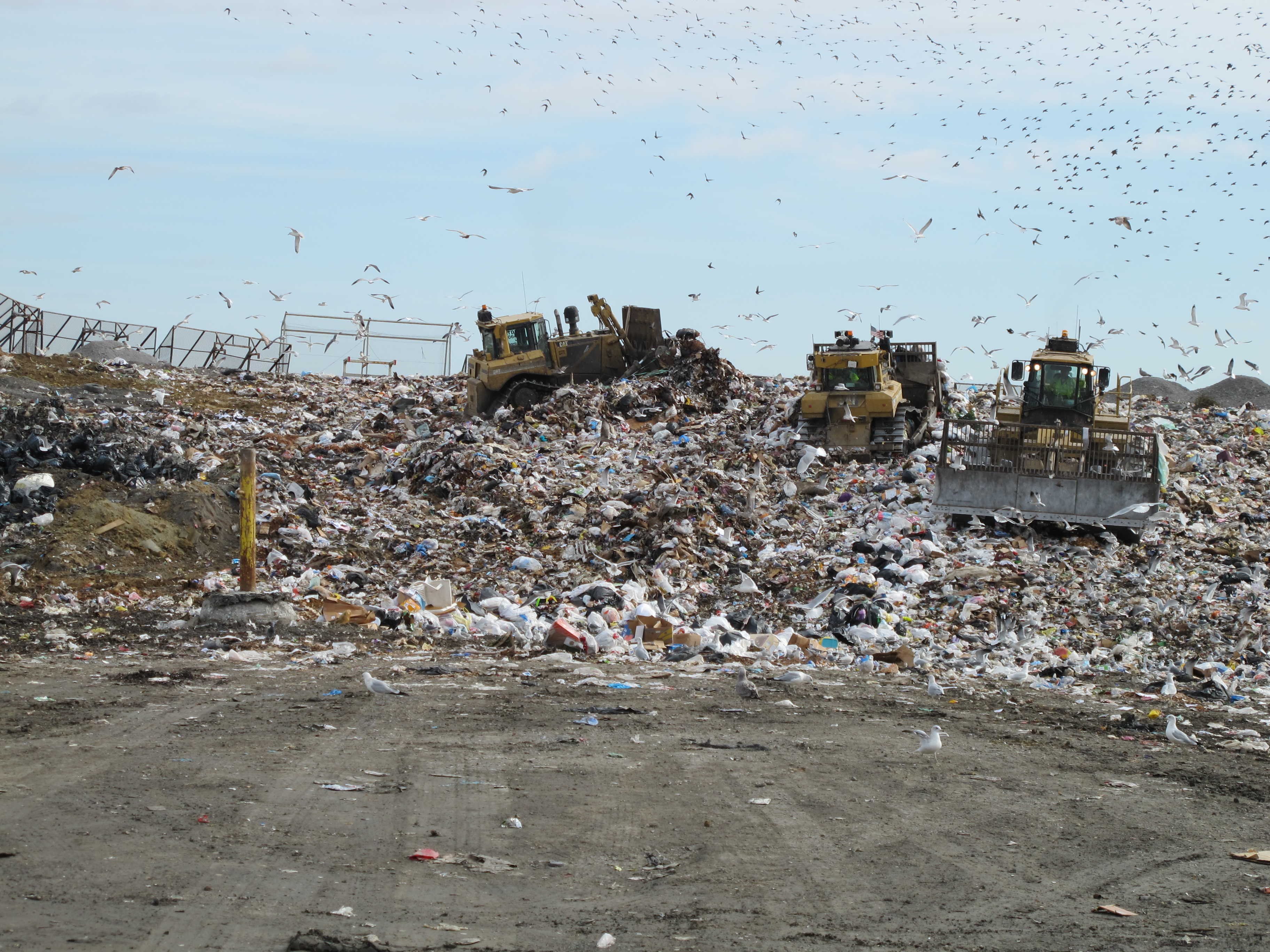
محل دفن زباله پر از زباله

محصولات یکبارمصرف اغلب از کاغذ، پلاستیک، پنبه یا فوم پلی استایرن ساخته می‌شوند. محصولات ساخته شده از مواد کامپوزیتی مانند لمینت‌ها به سختی بازیافت می‌شوند و احتمال بیشتری وجود دارد که در پایان استفاده، دور ریخته شوند. آنها معمولاً با استفاده از محل‌های دفن زباله دفع می‌شوند زیرا این یک گزینه ارزان است. با این حال، در سال ۲۰۰۴، اتحادیه اروپا قانونی را تصویب کرد که اجازه دفع زباله در محل‌های دفن زباله را متوقف می‌کرد.

## پلاستیک‌های یکبار مصرف
محصولات پلاستیکی مصنوعی در نیمه اول سدهٔ بیستم محبوبیت پیدا کردند و در ابتدا به عنوان یک ماده برتر، سبک اما بادوام در مقایسه با مواد موجود مانند شیشه و فلز به بازار عرضه شدند. با این حال، صنعت پلاستیک در دهه ۱۹۵۰ پیام‌رسانی و استراتژی خود را تغییر داد. برای افزایش درآمد، صنعت پلاستیک به تولید پلاستیک ارزان و مصرفی روی آورد، که این موضوع توسط لوید استوفر، سردبیر مجله صنعت پلاستیک، در کنفرانس پلاستیک سال ۱۹۵۶، زمانی که گفت «آینده پلاستیک در سطل زباله است» مورد توجه قرار گرفت. صنعت پلاستیک، از طریق چندین سال کمپین بازاریابی موفق، هنجار محصولات پلاستیکی یکبارمصرف و یکبارمصرف را در مقابل هنجار قبلی قابلیت استفاده مجدد، تثبیت کرد. در سال ۱۹۶۳، استوفر اظهار داشت: «روز مبارکی فرا رسیده است که دیگر هیچ‌کس بسته‌بندی پلاستیکی را برای دور انداختن خیلی خوب نداند.»
بسیاری از دولت‌ها تلاش‌های خود را برای حذف تدریجی محصولات و بسته‌بندی‌های پلاستیکی یکبارمصرف و مدیریت ضایعات بسته‌بندی پلاستیکی به شیوه‌ای سازگار با محیط زیست افزایش می‌دهند.
در سال ۲۰۱۵، اتحادیه اروپا (EU) دستورالعمل (اتحادیه اروپا) را تصویب کرد که بر اساس آن، مصرف کیسه‌های پلاستیکی یکبارمصرف به ازای هر نفر تا سال ۲۰۱۹ به ۹۰ عدد و تا سال ۲۰۲۵ به ۴۰ عدد کاهش یابد. در آوریل ۲۰۱۹، اتحادیه اروپا دستورالعمل دیگری را تصویب کرد که تقریباً همه انواع پلاستیک یکبارمصرف، به جز بطری‌ها، را از ابتدای سال ۲۰۲۱ ممنوع می‌کرد.

## نمونه‌هایی از ظروف یکبار مصرف

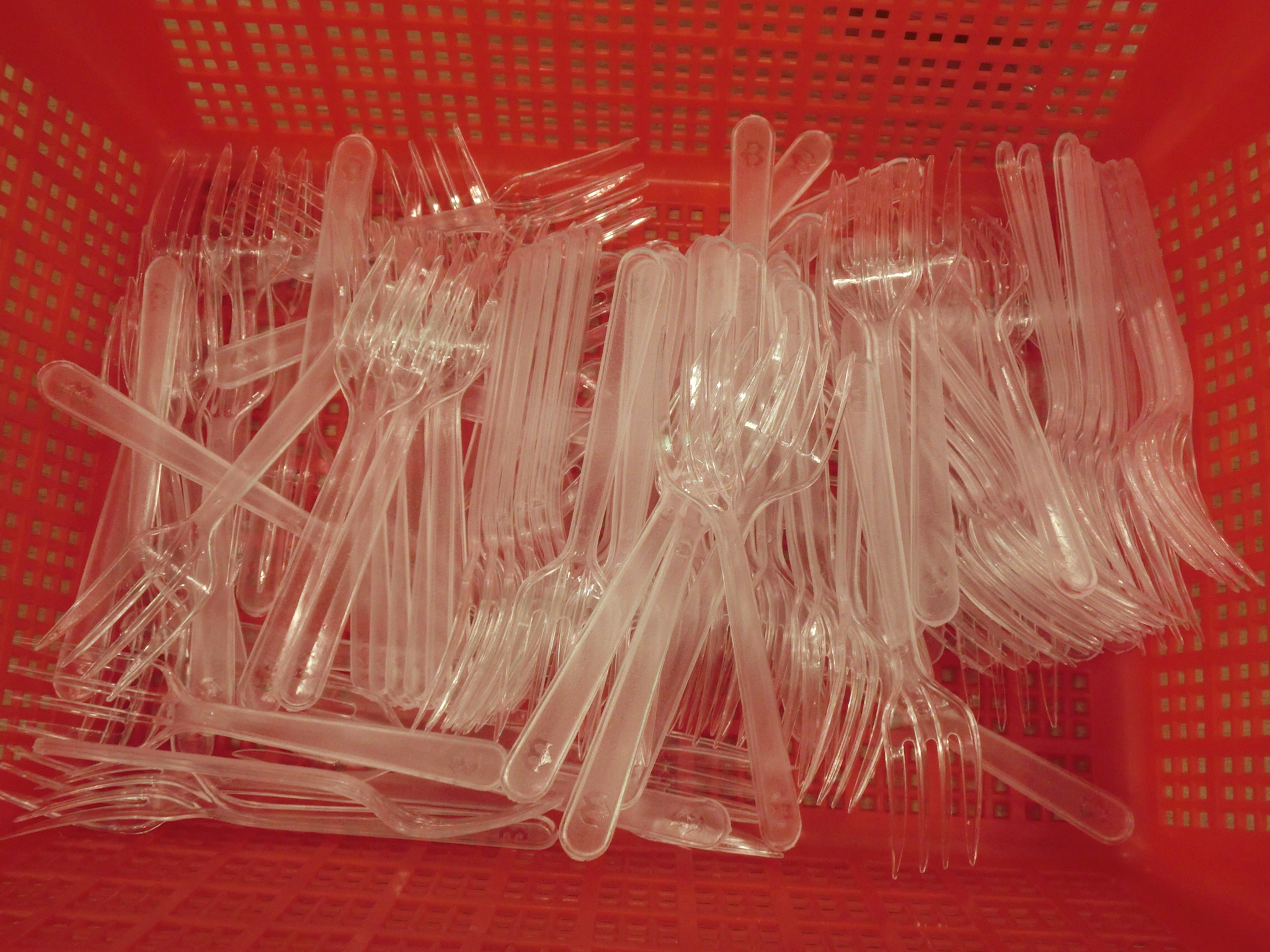
چنگال‌های یکبار مصرف

### محصولات آشپزخانه و غذاخوری
- فویل آلومینیومی و قابلمه‌های آلومینیومی[۸]
- ظروف یکبار مصرف (مثل بشقاب، کاسه، لیوان)[۹]
- کارد و چنگال پلاستیکی (مثلاً قاشق، چاقو، چنگال، چنگال چنگال)
- سفره‌های یکبار مصرف
- بسته‌بندی‌های کاپ‌کیک و فیلترهای قهوه قابل کمپوست شدن هستند
- نی‌های نوشیدنی
- دستمال مرطوب

### ظروف بسته‌بندی
بسته‌ها معمولاً برای یک بار استفاده در نظر گرفته می‌شوند. سلسله مراتب ضایعات، به حداقل رساندن مواد را ایجاب می‌کند. بسیاری از بسته‌ها و مواد برای بازیافت مناسب هستند، اگرچه درصد واقعی بازیافت در بسیاری از مناطق نسبتاً کم است. برای مثال، در شیلی، تنها ۱٪ از پلاستیک‌ها بازیافت می‌شوند. استفاده مجدد و تغییر کاربری بسته‌بندی‌ها در حال افزایش است، اما در نهایت ظروف بازیافت، کمپوست، سوزانده یا دفن خواهند شد.

### یکبارمصرف صنایع غذایی

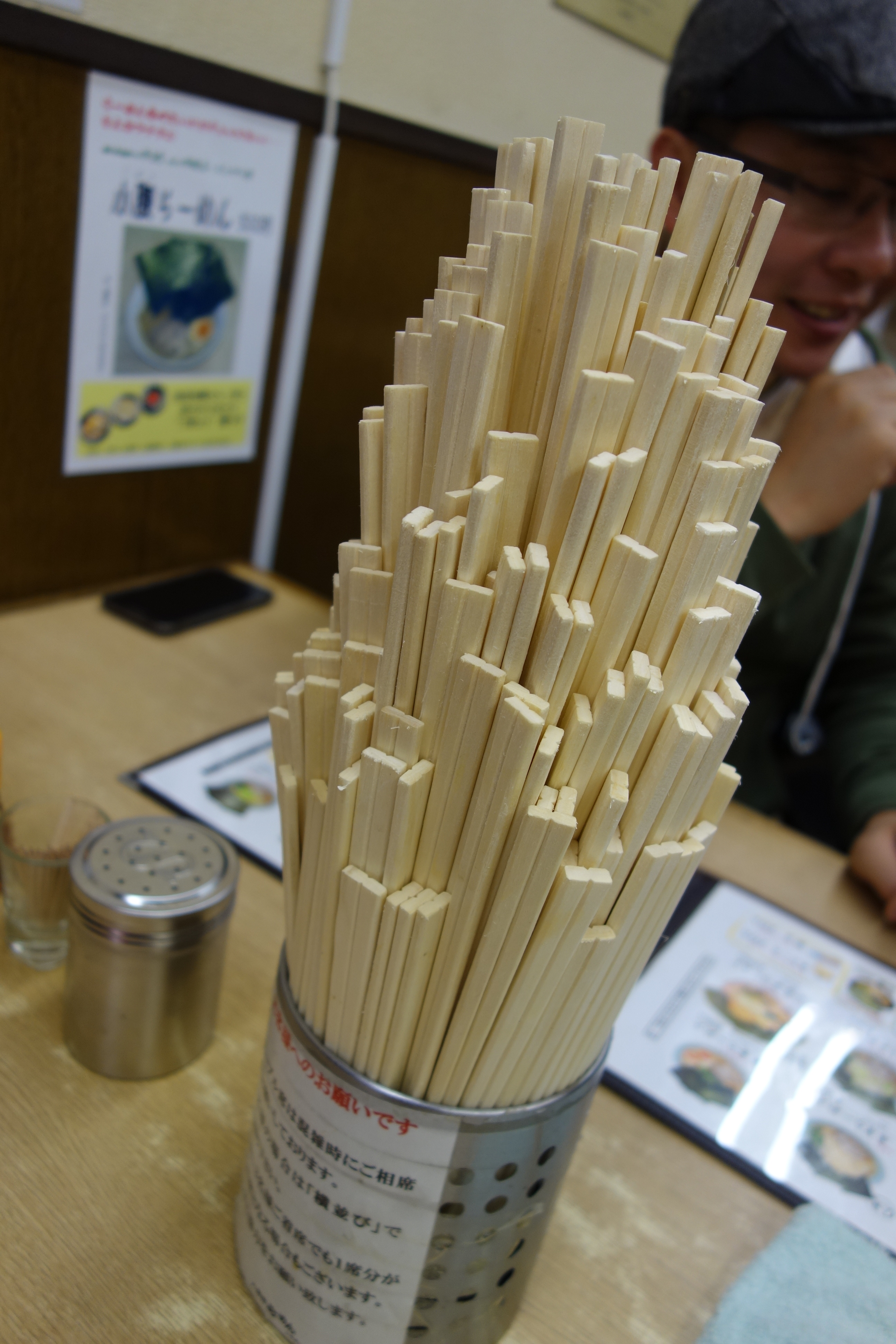
چاپستیک‌های یکبار مصرف

در سال ۲۰۰۲، تایوان اقداماتی را برای کاهش استفاده از ظروف یکبار مصرف در مؤسسات و مشاغل و همچنین کاهش استفاده از کیسه‌های پلاستیکی آغاز کرد. این کشور با ۱۷٫۷ میلیون نفر جمعیت، سالانه ۵۹۰۰۰ تن زباله ظروف یکبار مصرف و ۱۰۵۰۰۰ تن کیسه پلاستیکی زباله تولید می‌کرد و از آن زمان تاکنون اقدامات فزاینده‌ای برای کاهش میزان زباله انجام شده است. در سال ۲۰۱۳، اداره حفاظت از محیط زیست تایوان (EPA) استفاده از ظروف یکبار مصرف را در ۹۶۸ مدرسه، سازمان دولتی و بیمارستان این کشور کاملاً ممنوع کرد. انتظار می‌رود این ممنوعیت سالانه ۲۶۰۰ تن زباله را از بین ببرد.
در آلمان، اتریش و سوئیس، قوانین مبنی بر ممنوعیت استفاده از ظرف‌های مصرفی از مواد غذایی و نوشیدنی در رویدادهای بزرگ تصویب شده است. [تحقیق نیاز دارد] چنین ممنوعیت در مونیخ آلمان از سال ۱۹۹۱ در نظر گرفته شده و برای تمام امکانات و رویدادهای شهر اعمال می‌شود. این شامل رویدادهای هر اندازه، از جمله رویدادهای بسیار بزرگ (بازار کریسمس آور-دولت فایر، Oktoberfest و ماراثون مونیخ) است. برای رویدادهای کوچک چند صد نفر، شهر برای یک شرکت پیشنهاد اجارهٔ وسایل و تجهیزات شستشوی ظروف را ترتیب داده است. تا حدی از طریق این مقررات، مونیخ زباله‌های تولیدشده توسط جشن اکتبر که ده‌ها هزار نفر را جذب می‌کند، از ۱۱٬۰۰۰ تن متریک در سال ۱۹۹۰ به ۵۵۰ تن در سال ۱۹۹۹ کاهش یافت.